# Décès en 1334
Décès
- 1330
- 1331
- 1332
- 1333
- 1334
- 1335
- 1336
- 1337
- 1338

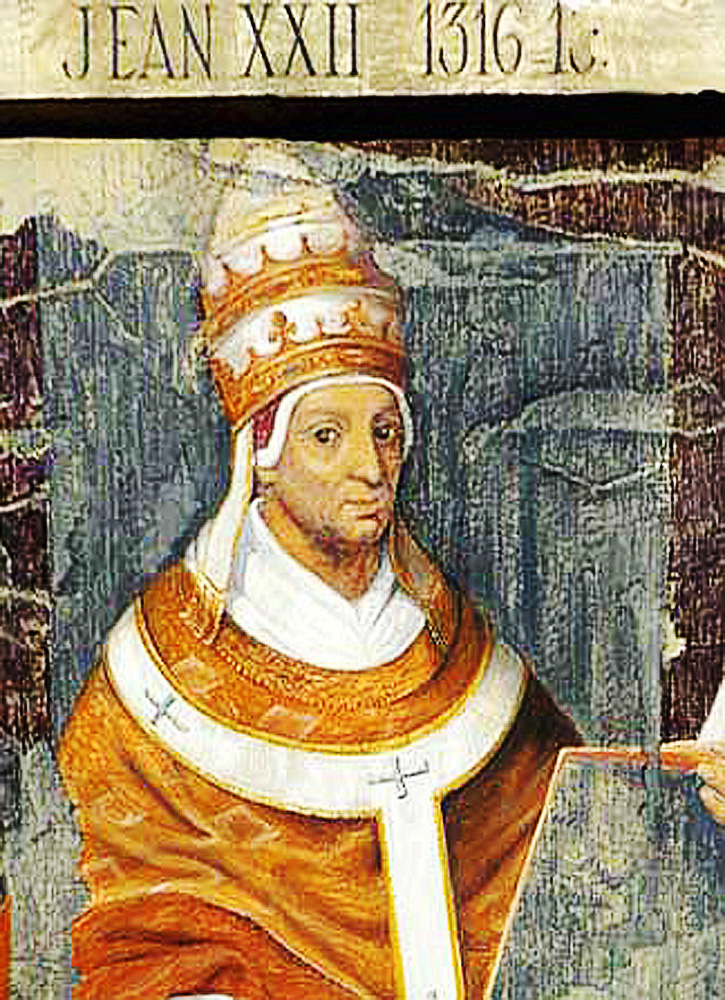
Jean XXII, mort en 1334.

Cette page dresse une liste de personnalités mortes au cours de l'année 1334 :
- 17 janvier : Jean de Bretagne, prince issu de la maison de Bretagne, comte de Richmond et administrateur de l'Écosse pour le compte de son oncle le roi Édouard Ier d'Angleterre.
- 6 mars : Haukr Erlendsson, auteur du Hauksbók (Livre de Haukr en vieux norrois).
- 5 août : Arnaud Sabatier, ou  Arnaldo Sabatier di Cahors, évêque de Bologne puis de Riez.
- 23 août : Syrgiannès Paléologue, militaire de carrière appartenant à l’aristocratie byzantine.
- 15 septembre : Béatrice d'Este, noble italienne.
- 25 septembre : Philippe Ier de Piémont, ou Philippe Ier de Savoie, seigneur de Piémont et prince d'Achaïe.
- 28 septembre : Guillaume de Trie, évêque de Bayeux puis archevêque de Reims.
- 4 décembre : Jean XXII, pape.
- 14 décembre : Othon IV de Bavière, duc de Basse-Bavière de la Maison de Wittelsbach.

- Safi al-Din Ardabili cheikh turc, fondateur de la confrérie safavieh, dont sont issus les safavides.
- Jacques d'Aragon (moine), infant d'Aragon.
- Henri IV d'Avaugour, seigneur d'Avaugour en Goëllo.
- Jean de La Porte, bénédictin français, vingt-septième abbé du Mont Saint-Michel.
- Pierre Forget, trésorier du roi Philippe VI de France.
- Jean XXII, né Jacques Duèze, pape.
- Nijō Kanemoto, noble de cour japonais (kugyō) de l'époque de Kamakura, il exerce les fonctions de régents sesshō et kampaku.
- Jean Pucelle, enlumineur français.
- Buton Rinchen, 11e abbé du monastère de Shalu, maître de la lignée Sakya du bouddhisme tibétain, historien et encyclopédiste.
- Tarmachirin, dix-septième khan de la dynastie des Djaghataïdes.

## Crédit d'auteurs
- Cet article est partiellement ou en totalité issu de l'article intitulé « 1334 » (voir la liste des auteurs).